# Liste der Kulturdenkmäler in Hadamar
Die folgende Liste enthält die in der Denkmaltopographie ausgewiesenen Kulturdenkmäler auf dem Gebiet  der  Stadt Hadamar, Landkreis Limburg-Weilburg, Hessen.
Hinweis: Die Reihenfolge der Denkmäler in dieser Liste orientiert sich zunächst an Stadtteilen und anschließend der Anschrift, alternativ ist sie auch nach der Bezeichnung, der vom Landesamt für Denkmalpflege vergebenen Nummer oder der Bauzeit sortierbar.
Kulturdenkmäler werden fortlaufend im Denkmalverzeichnis des Landes Hessen durch das Landesamt für Denkmalpflege Hessen auf Basis des Hessischen Denkmalschutzgesetzes (HDSchG) geführt. Die Schutzwürdigkeit eines Kulturdenkmals hängt nicht von der Eintragung in das Denkmalverzeichnis des Landes Hessen oder der Veröffentlichung in der Denkmaltopographie ab.

## Kulturdenkmäler nach Ortsteilen

### Hadamar
| Bild                                    | Bezeichnung                                                                 | Lage | Beschreibung | Bauzeit         | Objekt-Nr. |
| --------------------------------------- | --------------------------------------------------------------------------- | --- | --- | --------------- | ---------- |
| weitere Bilder                          | Ehemalige Nassauische Landesbank (Forstamt)                                 | Alte Chaussee 4 LageFlur: 20, Flurstück: 33                                                                                | |                 | 51076 DDB  |
|                                         |                                                                             | Alte Chaussee 35 LageFlur: 20, Flurstück: 86                                                                               | |                 | 51077 DDB  |
|                                         |                                                                             | Alter Markt 11 LageFlur: 14, Flurstück: 63/1                                                                               | Denkmalgeschützte Gebäude in Hadamar#Alter Markt |                 | 51078 DDB  |
|                                         |                                                                             | Alter Markt 13 LageFlur: 14, Flurstück: 63/2                                                                               | |                 | 51079 DDB  |
|                                         |                                                                             | Alter Markt 27 LageFlur: 14, Flurstück: 82/6                                                                               | |                 | 51080 DDB  |
| Bahnhof-Empfangsgebäude                 | Bahnhof-Empfangsgebäude                                                     | Am Bahnhof 10 LageFlur: 13, Flurstück: 113/15                                                                              | Denkmalgeschützte Gebäude in Hadamar#Bahnhof mit Stellwerk | 1870            | 51081 DDB  |
| Lagerhaus des Bahnhofs                  | Lagerhaus des Bahnhofs                                                      | Am Bahnhof 14 LageFlur: 13, Flurstück: 113/8                                                                               | Denkmalgeschützte Gebäude in Hadamar#Bahnhof mit Stellwerk | 1870            | 51082 DDB  |
| weitere Bilder                          | Stellwerk                                                                   | Am Bahnhof (Neue Chaussee) LageFlur: 13, Flurstück: 113/16                                                                 | | um 1930         | 51123 DDB  |
| weitere Bilder                          | Alter Friedhof                                                              | An der Kirchgasse o. Nr. LageFlur: 17, Flurstück: 203/1                                                                    | | 1658            | 51115 DDB  |
| Ehemaliges Konviktsgebäude              | Ehemaliges Konviktsgebäude                                                  | Bernardusweg 10 LageFlur: 20, Flurstück: 24/4                                                                              | | 1903/05         | 51083 DDB  |
| weitere Bilder                          | Wohnhaus                                                                    | Borngasse 7 LageFlur: 17, Flurstück: 102/1                                                                                 | Denkmalgeschützte Gebäude in Hadamar#Borngasse | 1694            | 51084 DDB  |
|                                         |                                                                             | Borngasse 11 LageFlur: 17, Flurstück: 98/1                                                                                 | | 1830            | 51085 DDB  |
|                                         |                                                                             | Borngasse 13 LageFlur: 17, Flurstück: 97/3                                                                                 | | spätes 19. Jh.  | 51086 DDB  |
| weitere Bilder                          | „Nassauer Hof“                                                              | Borngasse 19 LageFlur: 17, Flurstück: 76/2                                                                                 | Denkmalgeschützte Gebäude in Hadamar#Nassauer Hof | um 1700         | 51087 DDB  |
| Doppelhaus                              | Doppelhaus                                                                  | Borngasse 25/23 LageFlur: 17, Flurstück: 377/75, 72/3                                                                      | Denkmalgeschützte Gebäude in Hadamar#Nassauer Hof | um 1700         | 51089 DDB  |
| Wohnhaus                                | Wohnhaus                                                                    | Borngasse 32 LageFlur: 17, Flurstück: 52/1                                                                                 | |                 | 51090 DDB  |
| weitere Bilder                          | Wohnhaus                                                                    | Borngasse 44 LageFlur: 17, Flurstück: 62                                                                                   | | um 1800         | 51088 DDB  |
| weitere Bilder                          | Elbbachbrücke                                                               | Brückengasse o. Nr. LageFlur: 17, Flurstück: 209/2                                                                         | |                 | 51092 DDB  |
| Elbbach Wehr                            | Elbbach Wehr                                                                | Elbbach (Gew. II) LageFlur: 17, Flurstück: 221/2                                                                           | | 1713            | 51093 DDB  |
| weitere Bilder                          | Hartmanns-Brücke                                                            | Elbbach (Gew. II) (Kirchgasse/Siegener Straße), Schneiderwetzel, Beim Kirchhof LageFlur: 17, 21, Flurstück: 222, 223, 18/1 | Denkmalgeschützte Gebäude in Hadamar#Hartmannsbrücke | 1911            | 51116 DDB  |
| Bild gesucht BW                         | Gesamtanlage                                                                | Gesamtanlage Alte Chaussee Lage                                                                                            | |                 | 51072 DDB  |
| Bild gesucht BW                         | Gesamtanlage                                                                | Gesamtanlage Altstadt Lage                                                                                                 | Denkmalgeschützte Gebäude in Hadamar#Ensembleschutz |                 | 51071 DDB  |
| Bild gesucht BW                         | Gesamtanlage                                                                | Gesamtanlage Faulbacher Straße (21 35, 26, 28 34) Lage                                                                     | |                 | 51074a     |
| Bild gesucht BW                         | Gesamtanlage                                                                | Gesamtanlage Haidaer Straße (14 16, 11 21) Lage                                                                            | |                 | 51075 DDB  |
| Bild gesucht BW                         | Gesamtanlage                                                                | Gesamtanlage Kirchgasse Lage                                                                                               | |                 | 51073 DDB  |
| weitere Bilder                          | Amtsgericht                                                                 | Gymnasiumstraße 2 LageFlur: 13, Flurstück: 87/4                                                                            | | 1694            | 51095 DDB  |
| weitere Bilder                          | Residenzschloss                                                             | Gymnasiumstraße 4, Graf-Emich-Anlage LageFlur: 13, Flurstück: 207/82, 79/1, 80, 81                                         | |                 | 51096 DDB  |
| Ehemaliger Fohlenhof                    | Ehemaliger Fohlenhof                                                        | Gymnasiumstraße 14, Schlossplatz 10, Gymnasiumstraße 25/12 LageFlur: 13, 32, Flurstück: 66/15, 66/22, 66/23                | | 1625            | 51098 DDB  |
|                                         |                                                                             | Gymnasiumstraße 27 LageFlur: 32, Flurstück: 10/3                                                                           | |                 | 51100 DDB  |
| Limburger Pforte                        | Limburger Pforte                                                            | Hammelburg o. Nr., Hospitalstraße 2a LageFlur: 14, 32, Flurstück: 122, 238/9, 2/3                                          | östlich neben der sog. Hammelburg | frühes 14. Jh.  | 51107 DDB  |
| weitere Bilder                          | Gedenkkreuz                                                                 | Hammelburg 16 LageFlur: 32, Flurstück: 42/2                                                                                | | 1711            | 51101 DDB  |
| Bildstock                               | Bildstock                                                                   | Hammerweg 2 LageFlur: 22, Flurstück: 33/2                                                                                  | | 1711            | 51102 DDB  |
| weitere Bilder                          | Herzenbergkapelle und Kreuzweg                                              | Herzenbergweg o. Nr., Herzenbergweg 7, Auf dem Herzenberg LageFlur: 16, Flurstück: 106/7, 112/1, 143, 155/1, 2             | | 1675            | 51104 DDB  |
| Bild gesucht BW                         | Eckgebäude                                                                  | Herzenbergweg 2 LageFlur: 16, Flurstück: 40/1                                                                              | | 1641            | 51103 DDB  |
| Jugendstil-Villa                        | Jugendstil-Villa                                                            | Herzenbergweg 13 LageFlur: 16, Flurstück: 111/1                                                                            | Denkmalgeschützte Gebäude in Hadamar#Herzenbergweg 13 | 1905/06         | 51106 DDB  |
| Kapelle Hohes Holz                      | Kapelle Hohes Holz                                                          | Hohesholz o. Nr. LageFlur: 33, Flurstück: 28                                                                               | Denkmalgeschützte Gebäude in Hadamar#Hoheholzkapelle | 1699            | 51150 DDB  |
| Sogenannte Hammelburg                   | Sogenannte Hammelburg                                                       | Hospitalstraße 2a LageFlur: 32, Flurstück: 2/3                                                                             | westlich neben der Limburger Pforte; siehe Denkmalgeschützte Gebäude in Hadamar#Hammelburg | vermutlich 1614 | 51105 DDB  |
| Sogenannter 'Hengste Stall'             | Sogenannter 'Hengste Stall'                                                 | Hundsanger Straße 2 LageFlur: 21, Flurstück: 54/1                                                                          | Denkmalgeschützte Gebäude in Hadamar#Hengststall | 1860            | 51626 DDB  |
| Gedenkkreuz                             | Gedenkkreuz                                                                 | Im Hinteren Kirchfeld (am Schnepfenhäuser Hof) LageFlur: 33, Flurstück: 25                                                 | kleines Basaltkreuz mit Inschrift | um 1900         | 51152 DDB  |
| Turnhalle                               | Turnhalle                                                                   | Johann-Ludwig-Straße 2 LageFlur: 13, Flurstück: 45/8                                                                       | Denkmalgeschützte Gebäude in Hadamar#Turnhalle | 1902            | 51110 DDB  |
| Ehemaliges Jesuitengymnasium            | Ehemaliges Jesuitengymnasium                                                | Johann-Ludwig-Straße 4 LageFlur: 13, Flurstück: 48/4                                                                       | |                 | 51139 DDB  |
| weitere Bilder                          | Katholische Liebfrauenkirche                                                | Kirchgasse o. Nr. LageFlur: 17, Flurstück: 204                                                                             | | vor 1379        | 51114 DDB  |
| Wohnhaus                                | Wohnhaus                                                                    | Kirchgasse 2 LageFlur: 17, Flurstück: 160/1                                                                                | Denkmalgeschützte Gebäude in Hadamar#Kirchgasse | 17. Jh.         | 51109 DDB  |
| Wohnhaus                                | Wohnhaus                                                                    | Kirchgasse 11 LageFlur: 17, Flurstück: 153/1                                                                               | | um 1700         | 51111 DDB  |
|                                         |                                                                             | Kirchgasse 13/15 LageFlur: 17, Flurstück: 155, 157/1                                                                       | Kirchgasse 15 (wurde abgerissen) | 1713            | 51112 DDB  |
|                                         |                                                                             | Kirchgasse 19/21 LageFlur: 17, Flurstück: 196, 289/195                                                                     | |                 | 51113 DDB  |
| Stadtschänke                            | Stadtschänke                                                                | Krämergasse 14, Neumarkt 2 LageFlur: 14, Flurstück: 181, 182                                                               | |                 | 51127 DDB  |
| Psychiatrisches Landeskrankenhaus       | Psychiatrisches Landeskrankenhaus                                           | Mönchberg 11, Mönchberg 8 (vormals Im Hinteren Kirchfeld und Mönchberg) LageFlur: 21, Flurstück: 36/3, 36/4                | Das Kulturdenkmal Psychiatrisches Landeskrankenhaus umfasst auch die folgenden Einträge zur ehemaligen Korrigendenanstalt, den historischen Bediensteten-Wohngebäuden, zum ehemaligen Franziskanerkloster mit der Kirche St. Ägidius sowie zur Gedenkstätte und Friedhof. |                 | 51117 DDB  |
| Ehemalige Korrigendenanstalt            | Ehemalige Korrigendenanstalt                                                | Mönchberg 11 (vormals Im Hinteren Kirchfeld und Mönchberg 5) LageFlur: 21, Flurstück: 36/4                                 | Teil des Psychiatrischen Landeskrankenhauses |                 | 51117 DDB  |
| Historische Bediensteten-Wohngebäude    | Historische Bediensteten-Wohngebäude                                        | Mönchberg 8 (vormals Mönchberg 9, 11, 13) LageFlur: 21, Flurstück: 36/3                                                    | Teil des Psychiatrischen Landeskrankenhauses | 1920            | 51117 DDB  |
| weitere Bilder                          | Ehemaliges Franziskanerkloster und Kirche St. Ägidius                       | Mönchberg 8 (vormals Im Hinteren Kirchfeld und Mönchberg) LageFlur: 21, Flurstück: 36/3                                    | Teil des Psychiatrischen Landeskrankenhauses |                 | 51117 DDB  |
| Gedenkstätte und Friedhof               | Gedenkstätte und Friedhof                                                   | Mönchberg 8 (vormals Im Hinteren Kirchfeld und Mönchberg 5) LageFlur: 21, Flurstück: 36/3                                  | Teil des Psychiatrischen Landeskrankenhauses |                 | 51117 DDB  |
|                                         |                                                                             | Neue Chaussee 2 LageFlur: 20, Flurstück: 77/1                                                                              | Denkmalgeschützte Gebäude in Hadamar#Neue Chaussee 2 |                 | 51125 DDB  |
| Wohnhaus                                | Wohnhaus                                                                    | Neue Chaussee 4 LageFlur: 20, Flurstück: 87                                                                                | | vermutlich 1896 | 51126 DDB  |
| weitere Bilder                          | Elbbachbrücke                                                               | Neue Chaussee (L 3452) LageFlur: 20, Flurstück: 100/1                                                                      | Denkmalgeschützte Gebäude in Hadamar#Schlossbrücke | 1851            | 51122 DDB  |
| Wegkreuz                                | Wegkreuz                                                                    | Neugasse o. Nr. LageFlur: 17, Flurstück: 205                                                                               | | um 1800         | 51091 DDB  |
|                                         |                                                                             | Neugasse 1 LageFlur: 17, Flurstück: 18/4                                                                                   | | 1684            | 51131 DDB  |
| Brunnen                                 | Brunnen                                                                     | Neumarkt o. Nr. LageFlur: 14, Flurstück: 242                                                                               | |                 | 51124 DDB  |
|                                         |                                                                             | Neumarkt 7 LageFlur: 16, Flurstück: 63/1                                                                                   | geschweifter Giebel | 1851            | 51128 DDB  |
| Wohnhaus                                | Wohnhaus                                                                    | Neumarkt 31 LageFlur: 16, Flurstück: 41/1                                                                                  | | 1851            | 51129 DDB  |
| Altes Rat- und Zunfthaus                | Altes Rat- und Zunfthaus                                                    | Nonnengasse 1 LageFlur: 16, Flurstück: 39/1                                                                                | Denkmalgeschützte Gebäude in Hadamar#Ehemaliges Rat- und Zunfthaus | 1693            | 51132 DDB  |
|                                         |                                                                             | Nonnengasse 3/5 LageFlur: 14, Flurstück: 227/1, 356/227                                                                    | |                 | 51136 DDB  |
| weitere Bilder                          | Ehemalige Synagoge                                                          | Nonnengasse 6 LageFlur: 14, Flurstück: 201                                                                                 | |                 | 51133 DDB  |
|                                         |                                                                             | Nonnengasse 21/23 LageFlur: 14, Flurstück: 87/1, 89                                                                        | |                 | 51134 DDB  |
| Ehemalige Volksschule                   | Ehemalige Volksschule                                                       | Nonnengasse 32a LageFlur: 14, Flurstück: 107/3                                                                             | Denkmalgeschützte Gebäude in Hadamar#Grundschule | 1953            | 51108 DDB  |
|                                         |                                                                             | Schloßgasse 2/4 LageFlur: 13, Flurstück: 15/2, 15/3                                                                        | | 1953            | 51135 DDB  |
| weitere Bilder                          | Ehemaliges Jesuitenkollegium / Katholische Pfarrkirche St. Johannes Nepomuk | Schloßgasse 11/13, Schloßgasse, Franziskanerplatz 1 LageFlur: 14, Flurstück: 124/6, 126/1, 126/4, 127/8, 128, 238/12       | |                 | 51137 DDB  |
| Ehemaliger Marstall (Stadtmuseum u. a.) | Ehemaliger Marstall (Stadtmuseum u. a.)                                     | Schlossplatz 2, 4, 6, 8, 10 LageFlur: 13, Flurstück: 66/15, 76/9                                                           | | 1619–25         | 51097 DDB  |
| Wohnhaus                                | Wohnhaus                                                                    | Schulstraße 2 LageFlur: 14, Flurstück: 155                                                                                 | | 1630            | 51138 DDB  |
|                                         |                                                                             | Schulstraße 6 LageFlur: 14, Flurstück: 44/1                                                                                | |                 | 51140 DDB  |
|                                         |                                                                             | Schulstraße 11 LageFlur: 14, Flurstück: 165/2                                                                              | |                 | 51141 DDB  |
|                                         |                                                                             | Schulstraße 12 LageFlur: 14, Flurstück: 41/1                                                                               | |                 | 51142 DDB  |
|                                         |                                                                             | Schulstraße 14 LageFlur: 14, Flurstück: 37/1                                                                               | |                 | 51144 DDB  |
| Duchscherers Haus                       | Duchscherers Haus                                                           | Schulstraße 15/17 LageFlur: 14, Flurstück: 162/4, 265/164                                                                  | Denkmalgeschützte Gebäude in Hadamar#Schulstraße 15/17 | 1676            | 51145 DDB  |
| Historische Haustür                     | Sachteil Haustüre                                                           | Schulstraße 33 LageFlur: 14, Flurstück: 21/1                                                                               | Spätbiedermeierliche Zweiflügeltüre, Kulturdenkmal aus künstlerischen Gründen. |                 | 719770 DDB |
| Bildstock                               | Bildstock                                                                   | Siegener Straße o. Nr. LageFlur: 16, Flurstück: 138/14                                                                     | |                 | 51130 DDB  |
| Denkmalsbrunnen                         | Denkmalsbrunnen                                                             | Untermarkt o. Nr. LageFlur: 14, Flurstück: 237                                                                             | Gedenkbrunnen für die Gefallenen von 1914/18. | 1937/38         | 51148 DDB  |
| Rathaus                                 | Rathaus                                                                     | Untermarkt 1 LageFlur: 14, Flurstück: 153/2                                                                                | Denkmalgeschützte Gebäude in Hadamar#Neues Rathaus | 1639            | 51146 DDB  |
| Wohnhaus                                | Wohnhaus                                                                    | Untermarkt 3 LageFlur: 14, Flurstück: 153/2                                                                                | |                 | 51149 DDB  |
| Bild gesucht BW                         | Erker                                                                       | Untermarkt 11 LageFlur: 14, Flurstück: 138/1                                                                               | |                 | 51147 DDB  |

### Faulbach
| Bild                      | Bezeichnung               | Lage                                           | Beschreibung | Bauzeit | Objekt-Nr. |
| ------------------------- | ------------------------- | ---------------------------------------------- | ------------ | ------- | ---------- |
| Bild gesucht BW           | Gesamtanlage              | Gesamtanlage Hofstraße Lage                    |              |         | 51153 DDB  |
| Katholische Kapelle       | Katholische Kapelle       | Hauptstraße o. Nr. LageFlur: 28, Flurstück: 70 |              | 1868    | 51154 DDB  |
| Bildstock                 | Bildstock                 | Hauptstraße 9 LageFlur: 28, Flurstück: 58      |              | 1813    | 51155 DDB  |
| Bild gesucht BW           |                           | Hofstraße 1 LageFlur: 28, Flurstück: 122/2     |              |         | 51157 DDB  |
|                           |                           | Hofstraße 3 LageFlur: 28, Flurstück: 124       |              |         | 51158 DDB  |
| Ehemaliger Faulbacher Hof | Ehemaliger Faulbacher Hof | Hofstraße 5 LageFlur: 28, Flurstück: 126/1     |              |         | 51156 DDB  |

### Niederhadamar
| Bild                   | Bezeichnung                        | Lage                                                                               | Beschreibung | Bauzeit | Objekt-Nr. |
| ---------------------- | ---------------------------------- | ---------------------------------------------------------------------------------- | ------------ | ------- | ---------- |
| Wendelinus-Kapelle     | Wendelinus-Kapelle                 | Am Brötzemühlenweg o. Nr. LageFlur: 59, Flurstück: 2                               |              | um 1900 | 51175 DDB  |
| weitere Bilder         | Jüdischer Friedhof                 | Am Judenfriedhof o. Nr. LageFlur: 32, Flurstück: 31                                |              |         | 51161 DDB  |
| Staatl. Glasfachschule | Staatl. Glasfachschule             | An der Glasfachschule 4, An der Glasfachschule LageFlur: 31, Flurstück: 67/1, 68/1 |              | 1955/57 | 51166 DDB  |
|                        |                                    | Dorfbachstraße 11 LageFlur: 53, Flurstück: 15                                      |              |         | 51162 DDB  |
| Ehem. Spritzenhaus     | Ehem. Spritzenhaus                 | Dorfbachstraße 28 LageFlur: 53, Flurstück: 68                                      |              |         | 51163 DDB  |
| Bildstock              | Bildstock                          | Dorfbachstraße 28 LageFlur: 53, Flurstück: 68                                      |              |         | 51164 DDB  |
| Bild gesucht BW        | Gesamtanlage                       | Gesamtanlage Niederhadamar Lage                                                    |              |         | 51159 DDB  |
| weitere Bilder         | Elbbachbrücke (St. Wendelinbrücke) | Elbbach (Mühlenstraße / Offheimer Weg) LageFlur: 59, Flurstück: 19                 |              |         | 51174 DDB  |
| weitere Bilder         | Kath. Pfarrkirche St. Peter        | Mainzer Landstraße o. Nr. LageFlur: 55, Flurstück: 2                               |              |         | 51165 DDB  |
|                        |                                    | Mainzer Landstraße 13 LageFlur: 32, Flurstück: 38/6                                |              | 1953    | 51168 DDB  |
| Steinkreuz             | Steinkreuz                         | Mainzer Landstraße 17 LageFlur: 32, Flurstück: 40/24                               |              | 1798    | 51160 DDB  |
| Gasthof mit Tanzsaal   | Gasthof mit Tanzsaal               | Mainzer Landstraße 59/59a/59e LageFlur: 31, 55, Flurstück: 98, 51                  |              |         | 51169 DDB  |
| Wohnhaus               | Wohnhaus                           | Mainzer Landstraße 83 LageFlur: 53, Flurstück: 34                                  |              |         | 66827 DDB  |
|                        |                                    | Mainzer Landstraße 84/86/86a LageFlur: 55, Flurstück: 45, 46                       |              |         | 51172 DDB  |
| Hofreite               | Hofreite                           | Mainzer Landstraße 85 LageFlur: 53, Flurstück: 33                                  |              |         | 51170 DDB  |
| weitere Bilder         | Altes Rathaus                      | Mainzer Landstraße 106 LageFlur: 55, Flurstück: 1                                  |              | 1718    | 51173 DDB  |
| Bildstock              | Bildstock                          | Reichmannswiese LageFlur: 63, Flurstück: 39                                        |              |         | 51179 DDB  |
|                        |                                    | Reisstraße 4/6 LageFlur: 54, Flurstück: 56, 57                                     |              |         | 51176 DDB  |
| Wohnhäuschen           | Wohnhäuschen                       | Steinstraße 8 LageFlur: 55, Flurstück: 79                                          |              |         | 51177 DDB  |
| Wohnhaus               | Wohnhaus                           | Struthweg 1/3 LageFlur: 54, Flurstück: 11, 12                                      |              |         | 51178 DDB  |

### Niederweyer
| Bild      | Bezeichnung | Lage                                                  | Beschreibung | Bauzeit | Objekt-Nr. |
| --------- | ----------- | ----------------------------------------------------- | ------------ | ------- | ---------- |
| Wegekreuz | Wegekreuz   | Hinter den Gärten o. Nr. LageFlur: 1, Flurstück: 33/1 |              |         | 51180 DDB  |
| Scheune   | Scheune     | Ortsstraße 3 LageFlur: 1, Flurstück: 13               |              |         | 51181 DDB  |

### Niederzeuzheim
| Bild                                   | Bezeichnung                            | Lage                                                                                              | Beschreibung                                       | Bauzeit                | Objekt-Nr. |
| -------------------------------------- | -------------------------------------- | ------------------------------------------------------------------------------------------------- | -------------------------------------------------- | ---------------------- | ---------- |
| Bahnhofsgebäude                        | Bahnhofsgebäude                        | Bahnhofstraße 1f LageFlur: 31, Flurstück: 88/9                                                    |                                                    | 1884–1886              | 51185 DDB  |
|                                        |                                        | Bahnhofstraße 2 LageFlur: 31, Flurstück: 81                                                       |                                                    | 1904                   | 51182 DDB  |
| Dreiseitige Hofanlage                  | Dreiseitige Hofanlage                  | Bornfelsgasse 1 LageFlur: 30, Flurstück: 9                                                        |                                                    | Anfang 18. Jh.         | 51183 DDB  |
| Kruzifixus                             | Kruzifixus                             | Dreimannsgasse o. Nr. LageFlur: 31, Flurstück: 50                                                 |                                                    | 1893                   | 51204 DDB  |
| Einhaus                                | Einhaus                                | Dreimannsgasse 5 LageFlur: 31, Flurstück: 38/1                                                    |                                                    | spätes 18. Jh.         | 51188 DDB  |
| Fachwerkscheune                        | Fachwerkscheune                        | Dreimannsgasse 14 LageFlur: 31, Flurstück: 34                                                     |                                                    | um 1800                | 51189 DDB  |
| Bild gesucht BW                        | Eisenbahnbrücke                        | Eisenbahn o. Nr. LageFlur: 42, Flurstück: 164                                                     |                                                    | 1887                   | 924313 DDB |
| weitere Bilder                         | Elbbachbrücke                          | K 479, Elbbach LageFlur: 33, 34, Flurstück: 109, 79, 93, 94, 87/2                                 |                                                    | 1910                   | 51187 DDB  |
| weitere Bilder                         | Kath. Kreuzkapelle                     | Kapellenstraße o. Nr. LageFlur: 28, Flurstück: 15/3                                               |                                                    | 1706–11                | 51210 DDB  |
| weitere Bilder                         | Kath. Pfarrkirche St. Petrus           | Kapellenstraße 2 LageFlur: 32, Flurstück: 4/2                                                     | Denkmalgeschützte Gebäude in Niederzeuzheim#Kirche | 1737                   | 51192 DDB  |
| Kath. Pfarrhaus und ehem. Pfarrscheune | Kath. Pfarrhaus und ehem. Pfarrscheune | Kapellenstraße 3 LageFlur: 30, Flurstück: 56/3                                                    |                                                    | 1752, 1848             | 51191 DDB  |
| Wegkreuz                               | Wegkreuz                               | Kirchgasse o. Nr. LageFlur: 30, Flurstück: 62/8                                                   |                                                    | 1782                   | 51196 DDB  |
| Streckhofähnliche Anlage               | Streckhofähnliche Anlage               | Kirchgasse 1 LageFlur: 31, Flurstück: 61/6                                                        |                                                    | 18. Jh.                | 51193 DDB  |
|                                        |                                        | Kirchgasse 1a/2, Kapellenstraße 1 LageFlur: 30, Flurstück: 54/4, 55/10, 55/8                      |                                                    | um 1800                | 51190 DDB  |
|                                        |                                        | Kirchgasse 4/6 LageFlur: 30, Flurstück: 53/5                                                      |                                                    | 18. Jh.                | 51194 DDB  |
| Wohnhaus                               | Wohnhaus                               | Kirchgasse 13 LageFlur: 31, Flurstück: 19                                                         |                                                    | 18. Jh.                | 51195 DDB  |
| Wohnhaus mit Nebengebäude              | Wohnhaus mit Nebengebäude              | Kirchgasse 22 LageFlur: 30, Flurstück: 44/2                                                       |                                                    | um 1800                | 51197 DDB  |
| Fachwerkwohnhaus                       | Fachwerkwohnhaus                       | Kirchgasse 23 LageFlur: 30, Flurstück: 37/3                                                       |                                                    | um 1800                | 51199 DDB  |
| Wohnhaus des „Alten Hofes“             | Wohnhaus des „Alten Hofes“             | Krämergäßchen 9 LageFlur: 31, Flurstück: 21                                                       |                                                    | 18. Jh.                | 51198 DDB  |
| Scheune                                | Scheune                                | Obergasse o. Nr. LageFlur: 29, Flurstück: 25                                                      |                                                    | 1732                   | 51201 DDB  |
| Bild gesucht BW                        | Wohnhaus                               | Obergasse 3 LageFlur: 30, Flurstück: 10                                                           |                                                    |                        | 51200 DDB  |
| Wohn- und Geschäftshaus                | Wohn- und Geschäftshaus                | Obergasse 7 LageFlur: 29, Flurstück: 22                                                           |                                                    | 1903                   | 51202 DDB  |
| Hofreite                               | Hofreite                               | Sackgasse 2/4 LageFlur: 29, Flurstück: 62/2                                                       |                                                    | 18. Jh.                | 51203 DDB  |
| weitere Bilder                         | Salzbachbrücke                         | Salzbach, Wertsbach Rechts, Untergasse LageFlur: 31, 43, 44, Flurstück: 137/1, 132, 182, 231, 232 |                                                    | 2. Drittel des 19. Jh. | 51184 DDB  |
| Wohn- und Gasthaus                     | Wohn- und Gasthaus                     | Schulstraße 1 LageFlur: 31, Flurstück: 66                                                         |                                                    | 19. Jh.                | 51207 DDB  |
| Ehem. Volksschule                      | Ehem. Volksschule                      | Schulstraße 5 LageFlur: 31, Flurstück: 64/3                                                       | heute Grundschule                                  | 1836                   | 51205 DDB  |
| Scheune                                | Scheune                                | Untergasse o. Nr., Untergasse 29 LageFlur: 31, Flurstück: 116/1, 116/2, 117/2                     |                                                    | 18. Jh.                | 51209 DDB  |
| Hofanlage                              | Hofanlage                              | Untergasse 16 LageFlur: 31, Flurstück: 13                                                         |                                                    | um 1550, 1753, 19. Jh. | 51208 DDB  |
| Kleiner Stall- und Speicherbau         | Kleiner Stall- und Speicherbau         | Untergasse 35 LageFlur: 31, Flurstück: 121                                                        | Fast unverändert erhalten                          | um 1700                | 51206 DDB  |

### Oberweyer
| Bild           | Bezeichnung                                  | Lage                                                                             | Beschreibung | Bauzeit        | Objekt-Nr. |
| -------------- | -------------------------------------------- | -------------------------------------------------------------------------------- | ------------ | -------------- | ---------- |
| Wegkreuz       | Wegkreuz                                     | Am Limburger Weg o. Nr. LageFlur: 5, Flurstück: 93                               |              | um 1800        | 51224 DDB  |
| Bildstock      | Bildstock                                    | Betten o. Nr LageFlur: 3, Flurstück: 78/5                                        |              | um 1900        | 51217 DDB  |
| Wegkreuz       | Wegkreuz                                     | Hinter dem Breiten Kreuz (Steinbacher Straße) LageFlur: 3, Flurstück: 26         |              | 1788           | 51223 DDB  |
| Wohnhaus       | Wohnhaus                                     | Kirchstraße 1 LageFlur: 1, Flurstück: 105                                        |              |                | 51211 DDB  |
| Bildstock      | Bildstock                                    | Oberdorfstraße 9 LageFlur: 1, Flurstück: 4                                       |              |                | 51214 DDB  |
| Bildstock      | Bildstock                                    | Oberdorfstraße 13 LageFlur: 1, Flurstück: 3/3                                    |              |                | 51215 DDB  |
| Hofanlage      | Hofanlage                                    | Oberdorfstraße 24 LageFlur: 1, Flurstück: 131                                    |              |                | 51213 DDB  |
| Wegkreuz       | Wegkreuz                                     | Oberfeld o. Nr. LageFlur: 4, Flurstück: 54                                       |              | 1878           | 51216 DDB  |
| Bildstock      | Bildstock                                    | Oberzeuzheimer Straße 1 LageFlur: 2, Flurstück: 7                                |              |                | 51219 DDB  |
| Bildstock      | Bildstock                                    | Oberzeuzheimer Straße 11 LageFlur: 2, Flurstück: 2/1                             |              | Mitte 19. Jh.  | 51218 DDB  |
| Wegkreuz       | Wegkreuz                                     | Oberzeuzheimer Straße 23 LageFlur: 2, Flurstück: 22                              |              | 1801           | 51220 DDB  |
| Bildstock      | Bildstock                                    | Oberzeuzheimer Straße 24 LageFlur: 2, Flurstück: 82/4                            |              | frühes 19. Jh. | 51221 DDB  |
| Wegkreuz       | Wegkreuz                                     | Perger Seite (Oberzeuzheimer Straße) LageFlur: 6, Flurstück: 218                 |              | frühes 19. Jh. | 51222 DDB  |
| Wohnhaus       | Wohnhaus                                     | Schulstraße 6 LageFlur: 2, Flurstück: 29                                         |              | 18. Jh.        | 51212 DDB  |
| weitere Bilder | Kath. Pfarrkirche St. Leonhard und Pfarrhaus | Unterdorfstraße o. Nr., Unterdorfstraße 12 LageFlur: 1, 2, Flurstück: 70, 71, 57 |              | 1883, um 1910  | 51225 DDB  |

### Oberzeuzheim
| Bild               | Bezeichnung        | Lage                                                            | Beschreibung      | Bauzeit        | Objekt-Nr. |
| ------------------ | ------------------ | --------------------------------------------------------------- | ----------------- | -------------- | ---------- |
| Maria-Hilf-Kapelle | Maria-Hilf-Kapelle | Auf der Schmidtstatt (Antonius-Hof) LageFlur: 21, Flurstück: 26 |                   | 1757           | 51233 DDB  |
| Scheune            | Scheune            | Friedensstraße 2 LageFlur: 39, Flurstück: 39/3                  |                   |                | 51226 DDB  |
|                    |                    | Kirchstraße 15 LageFlur: 40, Flurstück: 26                      |                   |                | 51627 DDB  |
| Wohnhaus           | Wohnhaus           | Kirchstraße 17 LageFlur: 40, Flurstück: 28                      |                   | Anfang 19. Jh. | 51628 DDB  |
|                    |                    | Kirchstraße 22 LageFlur: 40, Flurstück: 81                      |                   | um 1800        | 51627 DDB  |
|                    |                    | Mittelstraße 4 LageFlur: 40, Flurstück: 89                      |                   |                | 51629 DDB  |
| Bild gesucht BW    | Wohnhaus           | Mittelstraße 6 LageFlur: 40, Flurstück: 92                      |                   |                | 51229 DDB  |
| Hofanlage          | Hofanlage          | Mittelstraße 9 LageFlur: 39, Flurstück: 16                      |                   |                | 51230 DDB  |
| Ehem. Volksschule  | Ehem. Volksschule  | Siegener Straße 5 LageFlur: 42, Flurstück: 17/4                 | Heute Grundschule | 1876           | 51231 DDB  |
| Fachwerkhaus       | Fachwerkhaus       | Siegener Straße 7 LageFlur: 42, Flurstück: 15                   |                   | um 1800        | 51232 DDB  |

### Steinbach
| Bild                         | Bezeichnung                  | Lage                                                                    | Beschreibung | Bauzeit        | Objekt-Nr. |
| ---------------------------- | ---------------------------- | ----------------------------------------------------------------------- | --- | -------------- | ---------- |
| Bild gesucht BW              | Fachwerkwohnhaus             | Alte Kirchstraße 22 LageFlur: 1, Flurstück: 110                         | derzeit verkleideter Sichtfachwerkbau | frühes 18. Jh. | 821647 DDB |
| Gesamtanlage                 | Gesamtanlage                 | Gesamtanlage Steinbach Lage                                             | gehaltvolles Straßendorf eigener Prägung |                | 51234 DDB  |
| 3 Bildstöcke                 | 3 Bildstöcke                 | Hohe Anwand (Oberweyerer Straße) LageFlur: 4, Flurstück: 88, 93, 95     | aus verputztem Bruch- oder Backstein | 1802           | 51249 DDB  |
| Bild gesucht BW              | Wegkreuz                     | Kissel o. Nr. LageFlur: 4, Flurstück: 101                               | Marmornes Stifterkreuz eines Ehepaares | 1802           | 719872 DDB |
| weitere Bilder               | 14 Nothelfer-Kapelle         | Langstraße o. Nr. LageFlur: 2, Flurstück: 38                            | Gestiftet von Fürst Franz Alexander (Nassau-Hadamar)                                                                                           | 1707           | 51236 DDB  |
| Ehemalige Volksschule        | Ehemalige Volksschule        | Langstraße 13 LageFlur: 2, Flurstück: 109/2                             | Rechteckbau im Spätklassizismus, heute Grundschule                                                                                             | nach 1880      | 51237 DDB  |
| Putzfachwerkbau              | Putzfachwerkbau              | Langstraße 17 LageFlur: 2, Flurstück: 137                               | Bei der Restaurierung 2010 wurden auch Gauben auf dem Dach angebracht.                                                                         | vor 1850       | 51238 DDB  |
| Wohnhaus einer Hakenhofreite | Wohnhaus einer Hakenhofreite | Langstraße 21 LageFlur: 2, Flurstück: 145                               | Das Haus wurde später um ein Viertel nach hinten verlängert.                                                                                   | um 1750        | 51239 DDB  |
| Wohn- und Gasthaus           | Wohn- und Gasthaus           | Langstraße 22 LageFlur: 2, Flurstück: 29/2                              | am Eckständer zierliche Schnitzereien | um 1700        | 51240 DDB  |
| Hof und Wohnhaus             | Hof und Wohnhaus             | Langstraße 26 LageFlur: 2, Flurstück: 27/2                              | | 1774           | 51241 DDB  |
| Wohnhaus                     | Wohnhaus                     | Langstraße 28 LageFlur: 2, Flurstück: 26                                | mit Geschoss- und Giebelüberstand, Teil der ursprünglichen, barocken Langstraßenbebauung                                                       | 18. Jh.        | 51242 DDB  |
| Wohnhaus                     | Wohnhaus                     | Langstraße 30 LageFlur: 2, Flurstück: 25/1                              | mit besonders aufwändig gestaltetem Hoftor | 1907           | 51243 DDB  |
| Giebelständiges Wohnhaus     | Giebelständiges Wohnhaus     | Langstraße 32 LageFlur: 2, Flurstück: 24/2                              | Hoftor mit Schnitzwerk | 18. Jh.        | 51244 DDB  |
| Wohnhaus                     | Wohnhaus                     | Langstraße 39 LageFlur: 2, Flurstück: 197/2                             | bedeutendes Westerwälder Fachwerk. Rechts vom Haupthaus befindet sich das alte Scheunentor, links in der Hofmauer ist ein Bildstock eingefügt. | 1702           | 51245 DDB  |
| Wohnhaus                     | Wohnhaus                     | Langstraße 43 LageFlur: 1, Flurstück: 93                                | | 1712           | 51247 DDB  |
| Wohnhaus                     | Wohnhaus                     | Langstraße 50 LageFlur: 1, Flurstück: 81/2                              | | 1746           | 51248 DDB  |
| Wegkreuz                     | Wegkreuz                     | Langstraße o. Nr. (bei der Nothelferkapelle) LageFlur: 2, Flurstück: 38 | Marmorkreuz | 1804           | 51235 DDB  |

## Ehemalige Kulturdenkmäler
| Bild           | Bezeichnung        | Lage                                                        | Beschreibung                                                                      | Bauzeit | Objekt-Nr. |
| -------------- | ------------------ | ----------------------------------------------------------- | --------------------------------------------------------------------------------- | ------- | ---------- |
| weitere Bilder | Ehem. Brückenmühle | Niederzeuzheim, Brückenberg 3 LageFlur: 32, Flurstück: 32/4 | Dieses Gebäude ist am 27. Februar 2024 in Folge einer Gas-Verpuffung eingestürzt. | 1871    | 51186 DDB  |